# Siegfried Tapfer
Siegfried Tapfer (* 9. Juli 1900 in Neumarkt, Südtirol; † 27. März 1981 in Innsbruck, Tirol) war ein österreichischer Gynäkologe.

## Leben
Der aus dem südtirolerischen Neumarkt gebürtige Siegfried Tapfer wandte sich nach der Matura dem Studium der Medizin zu, das er 1924 mit der Promotion zum Dr. med. abschloss. Er war in der Verbotszeit illegaler Nationalsozialist. Am 19. Mai 1938 beantragte er die Aufnahme in die NSDAP und wurde rückwirkend zum 1. Mai aufgenommen (Mitgliedsnummer 6.251.624). Nach Assistenzarztjahren verbunden mit Weiterbildungen habilitierte Tapfer sich 1938 als Privatdozent für das Fach Gynäkologie an der Universität Innsbruck, 1943 wurde er dort zum außerordentlichen Professor befördert, ein Jahr später zum Vorstand der Universitätsklinik für Frauenheilkunde bestellt, 1953 zum ordentlichen Professor ernannt, 1960 zum Rektor der Uni Innsbruck. Siegfried Tapfer wurde 1964 emeritiert.
Der 1950 zum Chevalier de l’ordre de la Santé Publique ernannte, 1968 mit dem Großen Silbernen Ehrenzeichen für Verdienste um die Republik Österreich ausgezeichnete Siegfried Tapfer zählt zu den führenden Erforschern der hormonalen Steuerung von Schwangerschaft und Geburt.

## Schriften
- Die hormonale Steuerung der Geburt, In: Band 1 von Einzelschriften zur Frauenheilkunde, Urban & Schwarzenberg, 1944
- Die grosse Verantwortung des Frauenarztes, Alte Universität, 1960
- Typische gynäkologische Operationen unter besonderer Berücksichtigung technischer Vorteile, Ausgabe 3, Urban & Schwarzenberg, 1961
- Ethische Grenzen der Machbarkeit für den Frauenarzt, Bläschke, 1980 ISBN 3-7053-1120-4.